# Salemburg
Salemburg è un comune degli Stati Uniti d'America, situato in Carolina del Nord, nella contea di Sampson.